# Vite bruciacchiate. Ricordi confusi di una carriera discutibile
Vite bruciacchiate. Ricordi confusi di una carriera discutibile è un libro autobiografico di Elio e le Storie Tese. Il titolo già era comparso nell'omonima miniserie televisiva, uscita nel 2000.

## Contenuti
Nel libro viene raccontata la storia del gruppo Elio e le Storie Tese, in parte direttamente da Elio e in parte tramite contributi di 39 persone che hanno avuto a che fare a vario titolo con i musicisti come: ex-fidanzate, amici, critici, parenti, fans. Tra gli altri compaiono Claudio Bisio, Aldo Giovanni e Giacomo, Gianni Morandi, Lella Costa, Enrico Ruggeri e Marco Travaglio. Fa da sfondo l'ambiente sociale e musicale della Lombardia tra gli anni Ottanta, quando nacque il gruppo, e il 2006 l'anno dell'uscita del libro.

## Edizioni
- Elio e le Storie Tese, Vite bruciacchiate. Ricordi confusi di una carriera discutibile, I grandi tascabili, Bompiani, 2006,  p. 330, ISBN 88-45257-35-5.